# Lycium afrum
Espèce
Lycium afrum est une espèce de la famille des Solanaceae. Dénommé kraal honey thorn (Afrikaans : kraalkriedoring) est un arbuste de la famille de la pomme de terre (Solanaceae), originaire de la province du Cap-Occidental en Afrique du Sud.

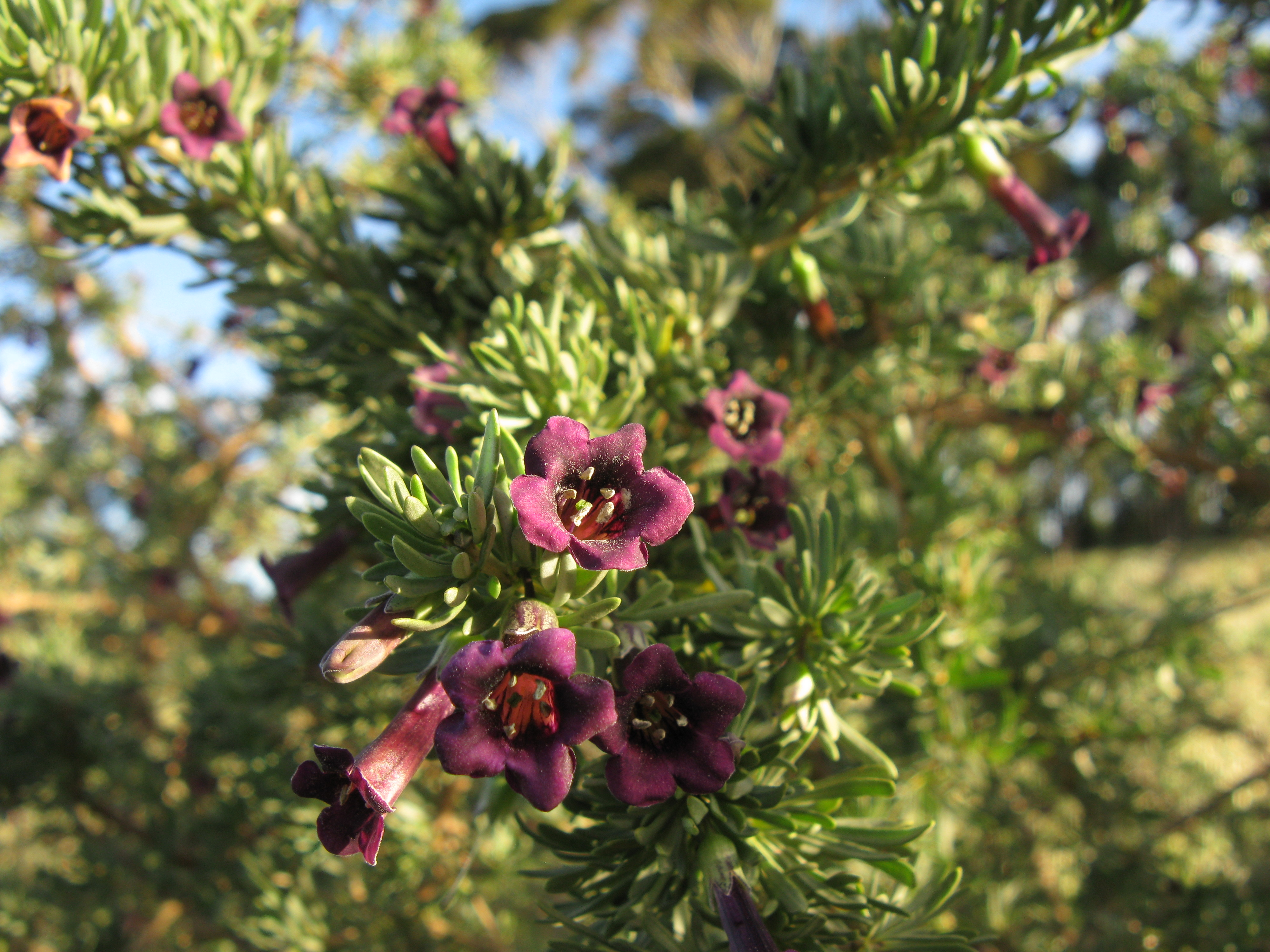
L. afrum, fleurs et feuilles

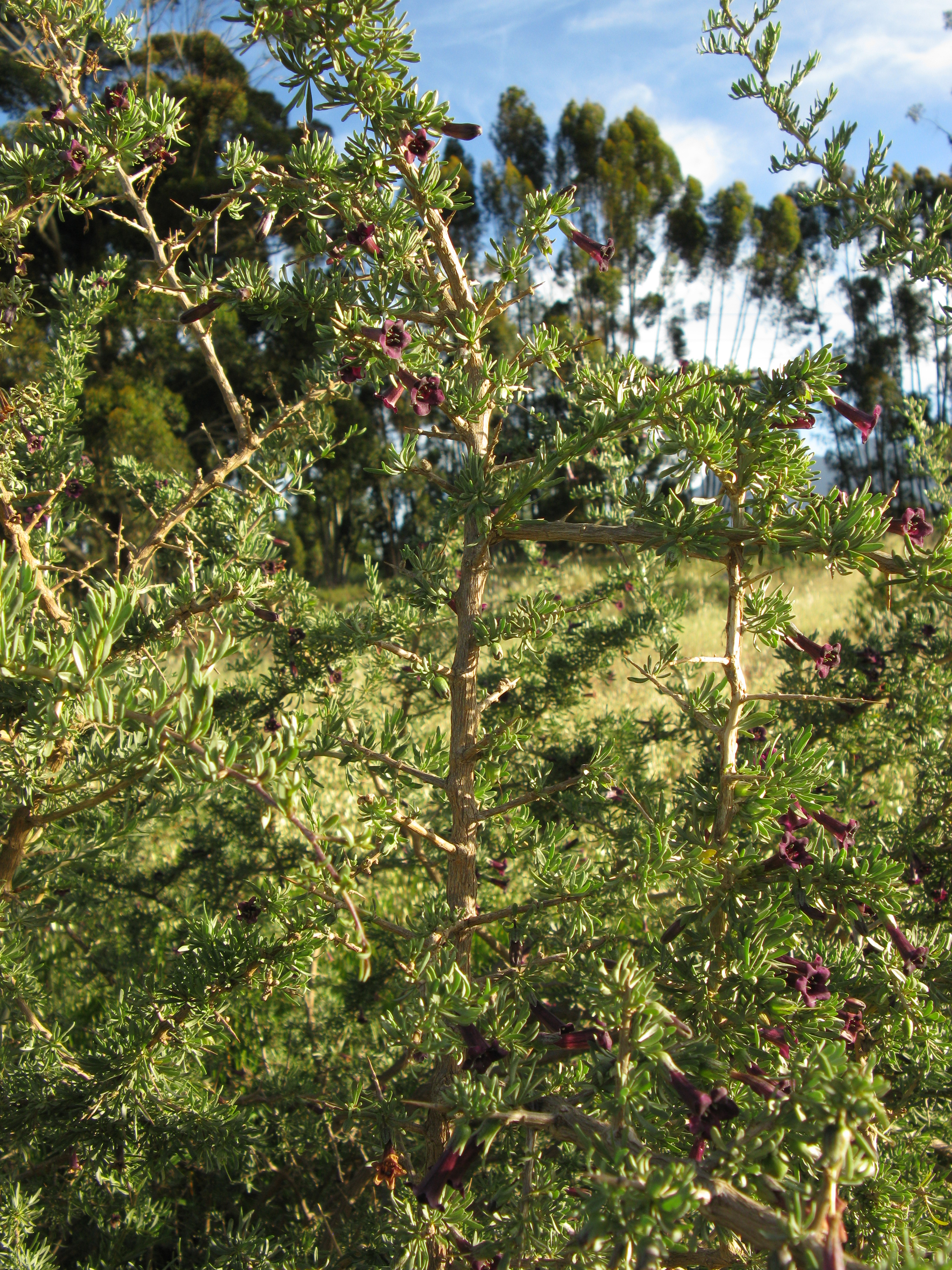
L. afrum, rameaux

## Distribution
Lycium afrum est originaire de l'extrême ouest de la province du Cap-Occidental en Afrique du Sud. Il est présent depuis Clanwilliam au nord, vers le sud jusqu'à la région de Caledon, et vers l'ouest dans la péninsule du Cap.
Il est apparu en Australie et est considéré avec une certaine inquiétude comme potentiellement envahissante. Les fiches d'information du gouvernement australien signalent qu'en Australie, il s'agit d'une plante de haie peu commune, naturalisée avec parcimonie dans quelques zones de l'Etat de Victoria.

## Description
Le Lycium afrum est un arbuste de taille moyenne qui peut atteindre 3 m et qui est formidablement armé d'épines et de piquants droits et ligneux.
Ses feuilles sont coriaces et regroupées en touffes sur de courtes pousses.
Elle porte des fleurs tubulaires violettes 12-20 mm de long, avec des pétales évasés d'environ un quart de la longueur du tube.
Le fruit est une baie subsphérique, rouge très foncé à maturité, consommée par les oiseaux.
Il n'est pas certain que la consommation du fruit soit sans danger, bien que les baies de certaines espèces de Lycium soient certainement consommées en toute impunité par les humains et les animaux.

## Systématique
Le nom correct complet (avec auteur) de ce taxon est Lycium afrum L..
Ce taxon porte en français les noms vernaculaires ou normalisés suivants : Lyciet d'Afrique,,, lyciet d'Afrique.
Lycium afrum a pour synonymes :
- Jasminoides afrum (L.) Medik.
- Jasminoides linearifolium Moench
- Lycium afrum var. brevifolium Loisel.
- Lycium afrum var. longifolium Loisel.
- Lycium afrum var. minus Mill.
- Lycium afrum var. subulatum Loisel.
- Lycium afrum Thunb.
- Lycium bachmannii Dammer
- Lycium bachmannii Schinz
- Lycium campanulatum Drège
- Lycium campanulatum Drège ex Dunal
- Lycium carnosum Loisel.
- Lycium carnosum Poir.
- Lycium crassifolium Salisb.
- Lycium italicum Mill.
- Lycium propinquum G.Don
- Lycium rigidum Thunb.
- Oplukion afrum (L.) Raf.